# June (album)
June – drugi album muzyczny Julii Marcell wydany w 2011 r. przez Mystic Production. Został znakomicie przyjęty przez krytyków, co zaowocowało m.in. nagrodami takimi jak Paszport Polityki za 2011 r. w kategorii Muzyki popularnej oraz 7 nominacji do Fryderyków 2012. Płyta na 3 dni przed polską premierą ukazała się również w Niemczech, Austrii i Szwajcarii. Numer katalogowy: MYSTCD182.

## Forma albumu
Podstawę kompozycji i budowy tekstów stanowi rytm. Album cechują bogate aranżacje, różnorodność instrumentów i nastrojów. Większość utworów została nagrana z udziałem dwóch perkusistów. Z instrumentów pojawiają się też m.in. fortepian, altówka i elektryczne bębny. Wokale pełnią też rolę instrumentarium służącego budowaniu rytmicznej i poetyckiej kompozycji piosenek. Efekt wielowymiarowości wokalu artystki podbity jest polifoniami i harmoniami. Cytując Julię Marcell: "Chciałam uciec od dosłowności, od historii od A do B. Chciałam, aby teksty na tej płycie były bardziej niedopowiedziane, abstrakcyjne, żeby były raczej nastrojem, uczuciem, obrazem..."

## Lista utworów
1. "June"
2. "Matrioszka"
3. "Since"
4. "CTRL"
5. "Gamelan" (z fragmentem „Mr. Vain” Culture Beat)
6. "Shores"
7. "Echo"
8. "I Wanna Get On Fire"
9. "Crows"
10. "Shhh"
11. "Aye Aye"

## Twórcy
- produkcja muzyczna - Moses Schneider, Ben Lauber, Julia Marcell
- realizacja dźwięku - Torsen Otto
- mix - Michael Ilbert
- Julia Marcell - śpiew, fortepian, sampler
- Mandy Ping-Pong - altówka, śpiew
- Thomsen Slowey Merkel - gitara basowa
- Jakob Kiersch - perkusja
- Christian Vinne - perkusja

## Nagrody i wyróżnienia
- 2012: Płyta Roku 2011 Radia Gdańsk[6]
- 2012: 7 nominacji do nagród Fryderyki 2012 w kategoriach: Album Roku Muzyka Alternatywna, Produkcja Muzyczna Roku oraz Piosenka Roku ("Matrioszka"), Wokalistka Roku, Autor Roku, Kompozytor Roku i Wideoklip Roku ("Matrioszka")[7]